# Ernst Schmidt (Politiker, 1912)
Ernst Schmidt (* 21. November 1912 in Oberhausen; † 11. Juni 1955) war ein deutscher Politiker der SPD.

## Ausbildung und Beruf
Ernst Schmidt besuchte die Volksschule und absolvierte eine Elektriker-Ausbildung. Er arbeitete zunächst als Elektriker später als Vertreter und Agenturleiter. Als Parteisekretär der SPD in Oberhausen fungierte er ab 1951.  Er war von April 1927 bis 1933 Mitglied des Deutschen Metallarbeiterverbandes.

## Politik
Ernst Schmidt war ab 1928 Mitglied der SPD. Bis 1933 war er in der Sozialistischen Arbeiter-Jugend (SAJ) tätig und von 1931 bis 1932 deren Vorsitzender in Oberhausen. 1946 wurde er Vorsitzender des Kreisverbandes der SPD Oberhausen und 1947 Vorsitzender der SPD Unterbezirk Duisburg/Wesel. Von Mai 1947 bis Juni 1955 wirkte Schmidt als Stadtverordneter in Oberhausen. Er war Mitglied der IG Druck und Papier.
Ernst Schmidt war vom 13. Juli 1954 bis zu seinem Tode am 11. Juni 1955 direkt gewähltes Mitglied des 3. Landtages von Nordrhein-Westfalen für den Wahlkreis 075 Oberhausen-Nord.